# Desastre da pista de Los Angeles

Carta dos Sobreviventes e Mortos

O Desastre da pista do Aeroporto de Los Angeles foi um acidente aéreo que aconteceu na noite do dia 1º de fevereiro de 1991, quando o voo 1493 da USAir, operado por um Boeing 737-300, colidiu com o Voo 5569 da SkyWest, uma aeronave turboélice Fairchild Swearingen Metroliner, ao pousar no Aeroporto Internacional de Los Angeles.
Ao pousar, o 737 colidiu com o turboélice bimotor, continuou descendo a pista com o turboélice esmagado sob ela, saiu da pista e pegou fogo. Todas as 12 pessoas a bordo do avião menor foram mortas, assim como um total eventual de 23 dos 89 ocupantes do Boeing. Os trabalhadores de resgate chegaram ao local do incêndio em poucos minutos e iniciaram a evacuação do avião. Devido ao intenso incêndio, três das seis saídas do 737 não puderam ser utilizadas. Nenhuma das saídas da frente era utilizável, o que fez com que os passageiros da frente tentassem usar as saídas de sobrevoo. Entretanto, apenas uma das saídas por sobreposição era utilizável, o que fez com que se formasse um acúmulo de passageiros. A maioria dos que morreram a bordo do 737 sucumbiram à asfixia no incêndio após o acidente.
O National Transportation Safety Board (NTSB) descobriu que a causa provável do acidente foram os procedimentos em uso na torre de controle do LAX, que proporcionaram redundância inadequada, levando a uma perda de consciência situacional pelo controlador local, e a uma supervisão inadequada pela Federal Aviation Administration (FAA) por não supervisionar os gerentes da torre de controle, O acidente levou diretamente à recomendação do NTSB de utilizar pistas diferentes para decolagens e aterrissagens no Aeroporto de Los Angeles.